# Bahnstrecke Burgthann–Allersberg
| |                      |                                   |                                   |
| Streckennummer: | 5932                 |                                   |                                   |
| Kursbuchstrecke (DB): | 897                  |                                   |                                   |
| Kursbuchstrecke: | 417d (1946)          |                                   |                                   |
| Streckenlänge: | 14,78 km             |                                   |                                   |
| Spurweite: | 1435 mm (Normalspur) |                                   |                                   |
| Maximale Neigung: | 14,9 ‰               |                                   |                                   |
| Minimaler Radius: | 300 m                |                                   |                                   |
| |                      |                                   |                                   |
| \| \| \| von Nürnberg Hbf \| \| \| \| 0,0 \| Burgthann (bis 1902: Rübleinshof) \| Burgthann (bis 1902: Rübleinshof) \| \| \| \| nach Regensburg Hbf \| \| \| \| \| Bundesstraße 8 \| \| \| \| 2,8 \| Unterferrieden \| Unterferrieden \| \| \| 6,5 \| Pyrbaum \| Pyrbaum \| \| \| 8,2 \| Rengersricht \| Rengersricht \| \| \| 10,3 \| Seligenporten \| Seligenporten \| \| \| 14,8 \| Allersberg \| Allersberg \| |                      |                                   |                                   |
| Strecke |                      | von Nürnberg Hbf                  | von Nürnberg Hbf                  |
| Haltepunkt / Haltestelle | 0,0                  | Burgthann (bis 1902: Rübleinshof) | Burgthann (bis 1902: Rübleinshof) |
| Abzweig ehemals geradeaus und nach links |                      | nach Regensburg Hbf               | nach Regensburg Hbf               |
| Brücke (Strecke außer Betrieb) |                      | Bundesstraße 8                    | Bundesstraße 8                    |
| Haltepunkt / Haltestelle (Strecke außer Betrieb) | 2,8                  | Unterferrieden                    | Unterferrieden                    |
| Haltepunkt / Haltestelle (Strecke außer Betrieb) | 6,5                  | Pyrbaum                           | Pyrbaum                           |
| Haltepunkt / Haltestelle (Strecke außer Betrieb) | 8,2                  | Rengersricht                      | Rengersricht                      |
| Haltepunkt / Haltestelle (Strecke außer Betrieb) | 10,3                 | Seligenporten                     | Seligenporten                     |
| Kopfbahnhof Streckenende (Strecke außer Betrieb) | 14,8                 | Allersberg                        | Allersberg                        |

Die Bahnstrecke Burgthann–Allersberg war eine Nebenbahn in Bayern. Sie zweigte in Burgthann aus der Bahnstrecke Nürnberg–Regensburg ab und führte nach Allersberg. Die als Lokalbahn erbaute Strecke war im Volksmund als Allersberger Bockl bekannt.

## Streckenführung
Die aufgelassene Bahnstrecke war eingleisig, nicht elektrifiziert und führte von Burgthann an der Hauptstrecke Nürnberg–Regensburg über Unterferrieden, Pyrbaum, Seligenporten nach Allersberg.

## Geschichte

### Hintergrund
Allersberg bemühte sich seit den frühen 1860er Jahren um einen Anschluss an das Eisenbahnnetz. Über Jahrzehnte richtete die Marktgemeinde und weitere Kommunen Petitionen an den Bayerischen Landtag und die Staatsregierung. Erwogen wurden dabei Anbindungen unter anderem über Roth (Anbindung an Lohgarten-Roth), Eckersmühlen und Hilpoltstein, sowie über Feucht und Ochenbruck.

### Planungen und Bau
Letztendlich realisiert wurde von der Bayerischen Staatsbahn der Abzweig von der Bahnstrecke Nürnberg–Regensburg in Burgthann.
Gesetzlich genehmigt wurde der Bau der Lokalbahn am 30. Juni 1900. Die Bauarbeiten begannen am 25. März 1901. Die technische Abnahme erfolgte am 14. Dezember 1902. Feierlich eröffnet wurde die Strecke schließlich am 14. Dezember 1902; der planmäßige Betrieb wurde einen Tag später aufgenommen.

### Betrieb
Im Einsatz waren bis zuletzt Dampflokomotiven der Baureihe 86. Zum Ende kamen auch Diesellokomotiven zum Einsatz wie die V100.
Ein eindrucksvolles Bauwerk war der abgerissene Viadukt bei Bachmühle unterhalb von Oberferrieden. Reste der Brücke sind heute am Radweg parallel zur B8 noch sichtbar. Die hohen Kosten für die Sanierung dieser maroden Brücke führten zur Stilllegung der Strecke durch die Deutsche Bundesbahn.

### Stilllegung
1960 wurde der Güterverkehr eingestellt. Die endgültige Stilllegung der Strecke war von der Deutschen Bundesbahn in den 1970er Jahren bereits beschlossen worden. Die Baufälligkeit der Brücke über die Bundesstraße 8 beschleunigte dieses Vorhaben, so dass am 2. Juni 1973 der letzte Zug des „Allersberger Bockls“ den Bahnhof von Allersberg verließ.
Die Stilllegung erfolgte nach einer Genehmigung des Bundesverkehrsministers vom 29. Juni 1972 zum Jahresfahrplanwechsel am 3. Juni 1973. Stattdessen wurde eine Bahnbuslinie eingerichtet.

## Die Trasse heute
Der Bahnhof Burgthann wurde zu einem Haltepunkt zurückgebaut und dient heute als Station der S-Bahn-Linie  Bamberg – Nürnberg Hbf – Neumarkt. Nach dem Abbau der Strecke wurden große Teile der Trasse zu einem Rad- und Wanderweg umgebaut. Der Radweg ist jedoch nicht durchgängig und größtenteils geschottert. Von Unterferrieden nach Seligenporten führt der 7,4 Kilometer lange und mit einem roten Dreieck () ausgeschilderte Bocklbahnweg.
Von der ehemalige Strecke sind heute noch wenige Brücken und Dammfragmente erhalten geblieben. Die ehemaligen Stationsgebäude in Pyrbaum, Seligenporten und Allersberg wurden saniert und werden genutzt. Zwischen den S-Bahn-Stationen Burgthann und Oberferrieden, bei Kilometer 77,8 der Strecke Regensburg–Nürnberg und nahe der Ortschaft Ezelsdorf, ist ab dem Abzweig der Nebenstrecke nach Allersberg ein Teil des Schotterbetts vorhanden. Ebenso eine inzwischen vom Bäumen und Wildwuchs überwucherte Brücke, die früher dem landwirtschaftlichen Verkehr diente.
Der Radweg von Allersberg über Seligenporten und Reckenricht in die Oberpfalz soll ab 2027 ausgebaut werden. Sie wird durch den Freistaat Bayern und die Stadt Allersberg finanziert. Der spätere Unterhaltung soll allein durch Allersberg aufgebracht werden.

### Ehemaliger Bahnhof Pyrbaum
Der zweigeschossige verputzte Walmdachbau mit Sandsteingliederungen und Erker mit Fachwerkobergeschoss von 1902 ist als Baudenkmal ausgewiesen (D-3-73-156-3). Das Anwesen wurde liebevoll restauriert und konnte seinen eisenbahntypischen Charakter beibehalten. Heute (2018) ist das Anwesen in der Am Alten Bahnhof 2 bewohnt.
Nördlich des Bahnhofes befindet sich eine kleine Grünanlage mit einer Informationstafel zur Geschichte der Bahnstrecke.

### Ehemaliger Bahnhof Seligenporten
Der zweigeschossige Halbwalmdachbau mit Bodenerker und Sandsteingliederungen sowie der eingeschossige Walmdachbau (Nebengebäude) von 1902 ist als Baudenkmal ausgewiesen (D-3-73-156-54). Heute (2018) ist das Anwesen in der Kesselstraße 6 bewohnt. Südlich von Seligenporten befindet sich eine Eisenbahnbrücke die einen Feldweg überspannt. Der ehemalige Damm dazu ist ungenutzt.

### Ehemaliger Bahnhof Allersberg
Der zweigeschossige Halbwalmdachbau mit Fachwerkgiebeln von 1902 ist als Baudenkmal ausgewiesen (D-5-76-113-1). Heute (2018) wird das Gebäude in der Bahnhofstraße 14 als Bücherei genutzt.
Beim Allersberger Ortsteil Altenfelden und nahe der A9 wurde 33 Jahre später, am 6. Dezember 2006, der neue Bahnhof Allersberg (Rothsee) in Betrieb genommen. Er liegt an der Schnellfahrstrecke Nürnberg–Ingolstadt und wird vom Regionalexpress und der S-Bahn bedient.

## Stationen
An der Strecke gab es folgende Bahnhöfe bzw. Haltepunkte:
- Bahnhof Burgthann (Kilometer 0)
- Haltepunkt Unterferrieden (Kilometer 2,8)
- Bahnhof Pyrbaum (Kilometer 6,5)
- Bedarfshalt Rengersricht (Kilometer 8,2)
- Bahnhof Seligenporten (Kilometer 10,3)
- Bahnhof Allersberg (Kilometer 14,8)

## Bildergalerie

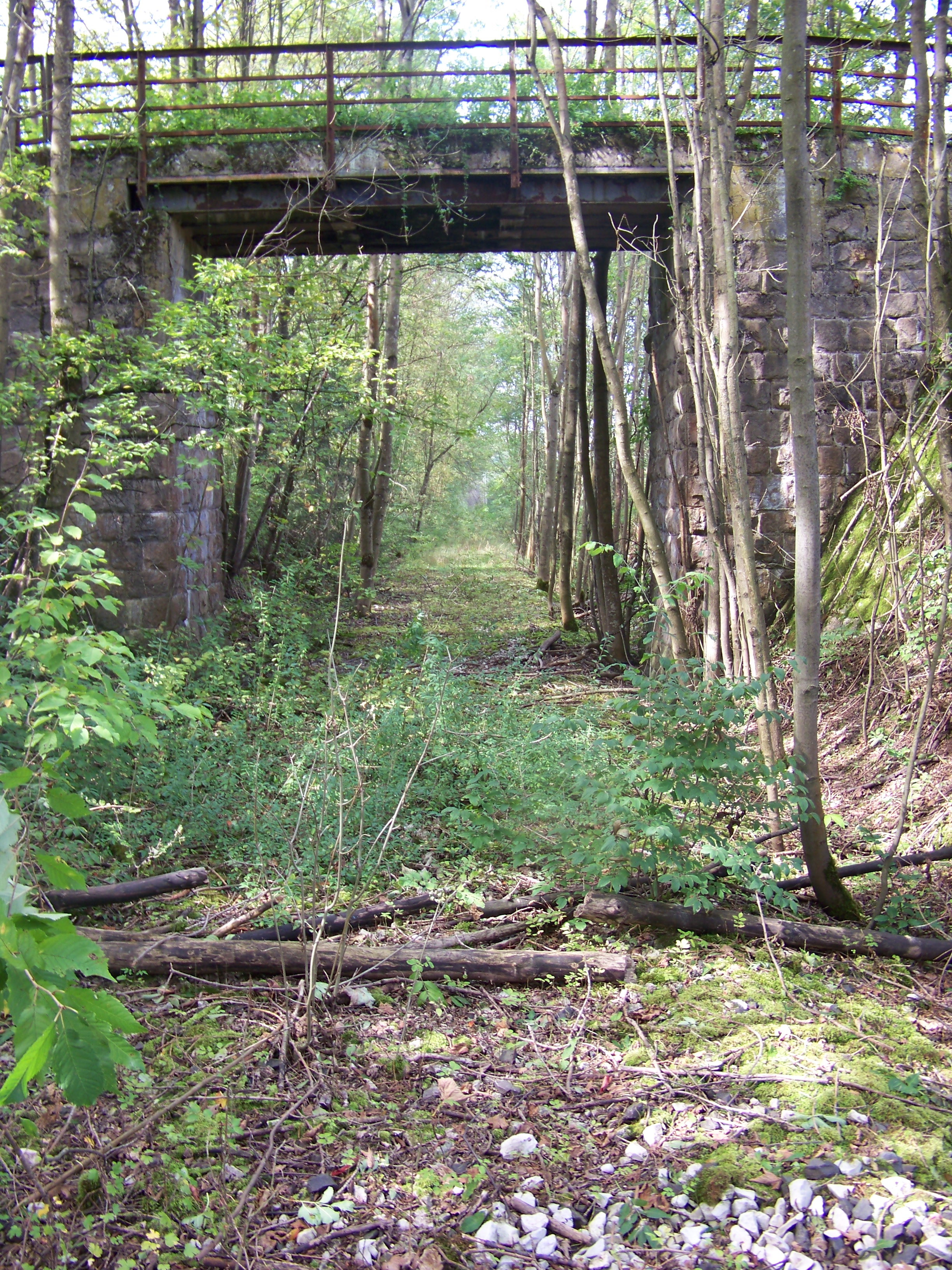
Schotterbett und Brücke über die Strecke bei Ezelsdorf
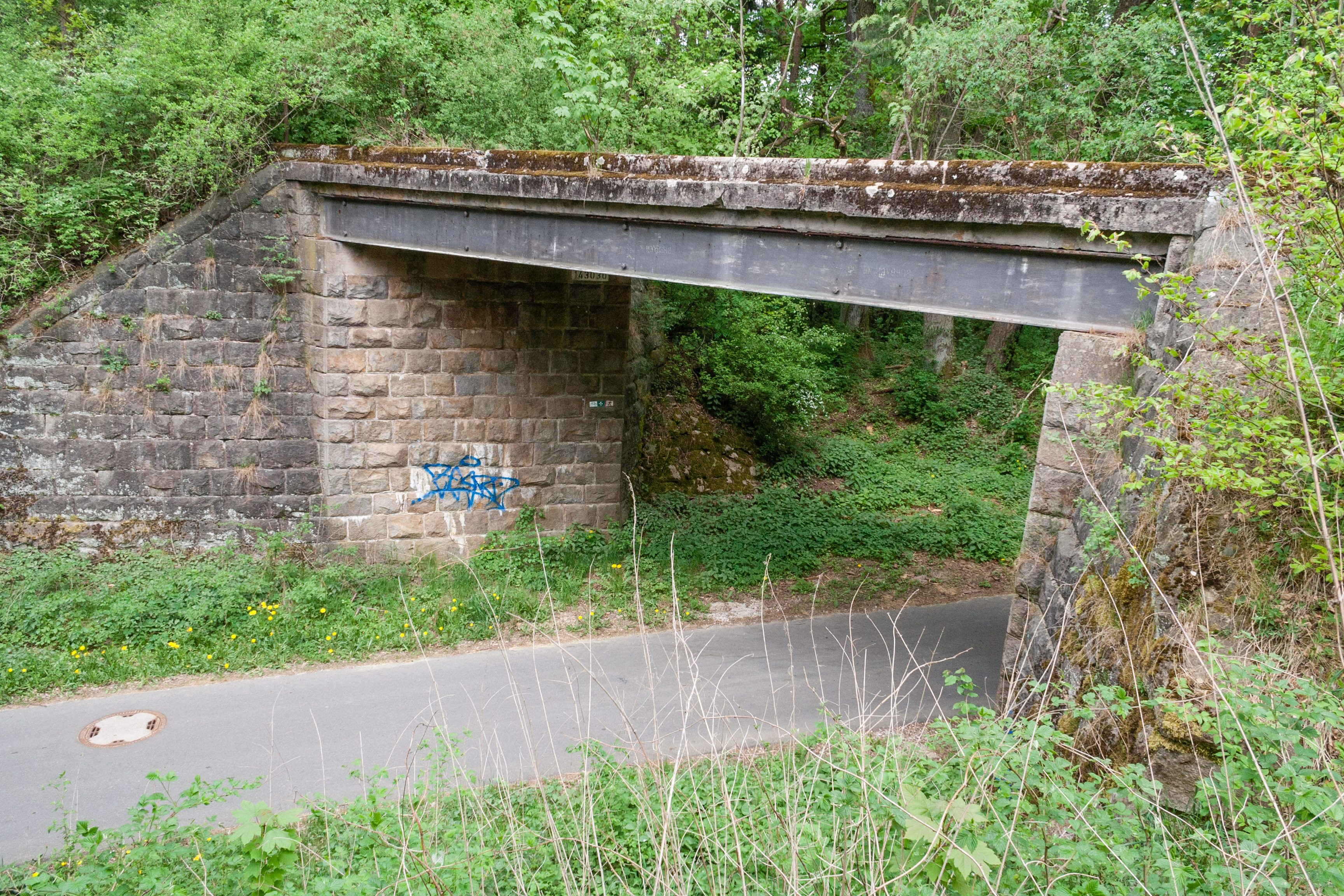
Brücke über den Radweg bei der B8
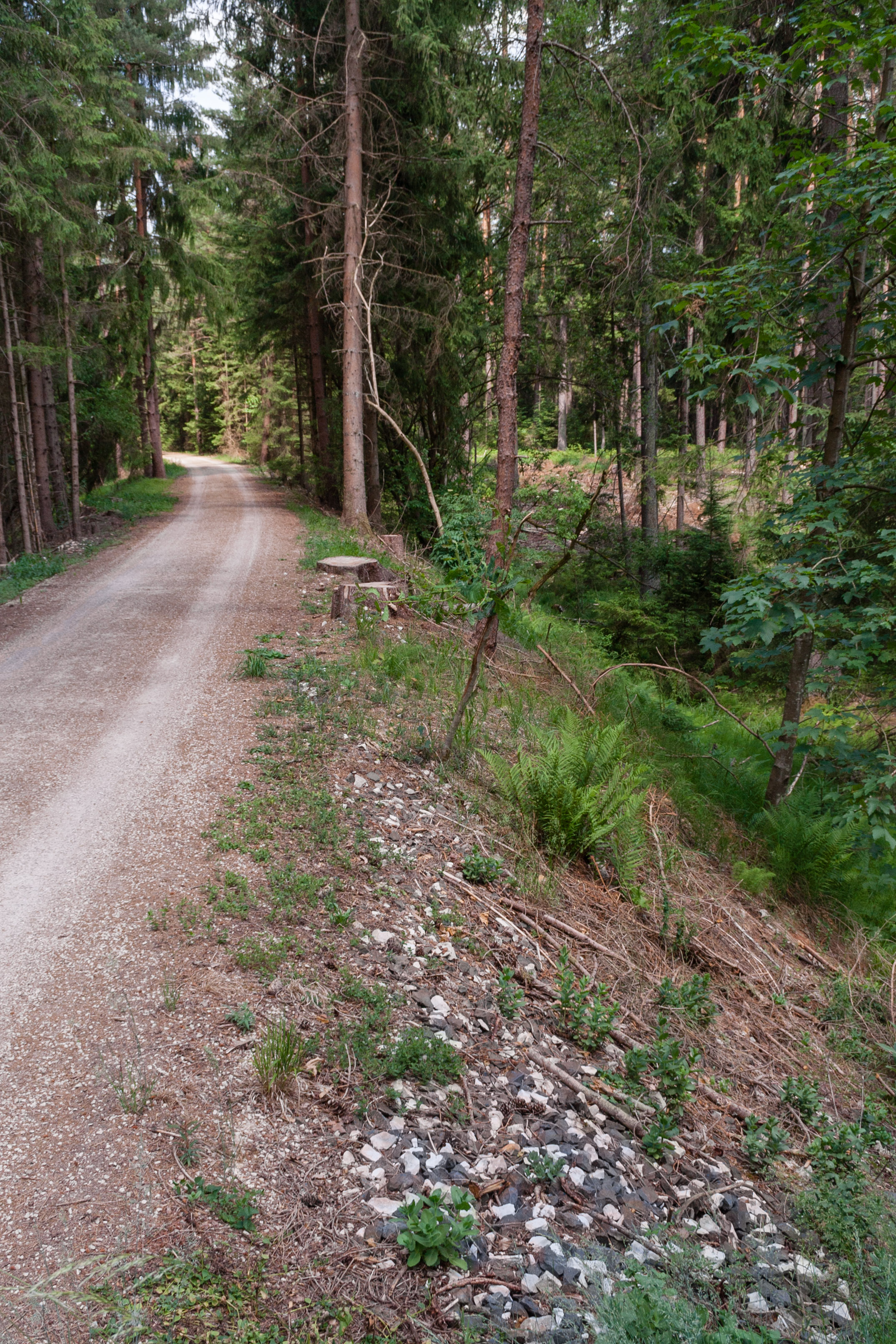
Bahndamm mit Resten vom Schotterbett
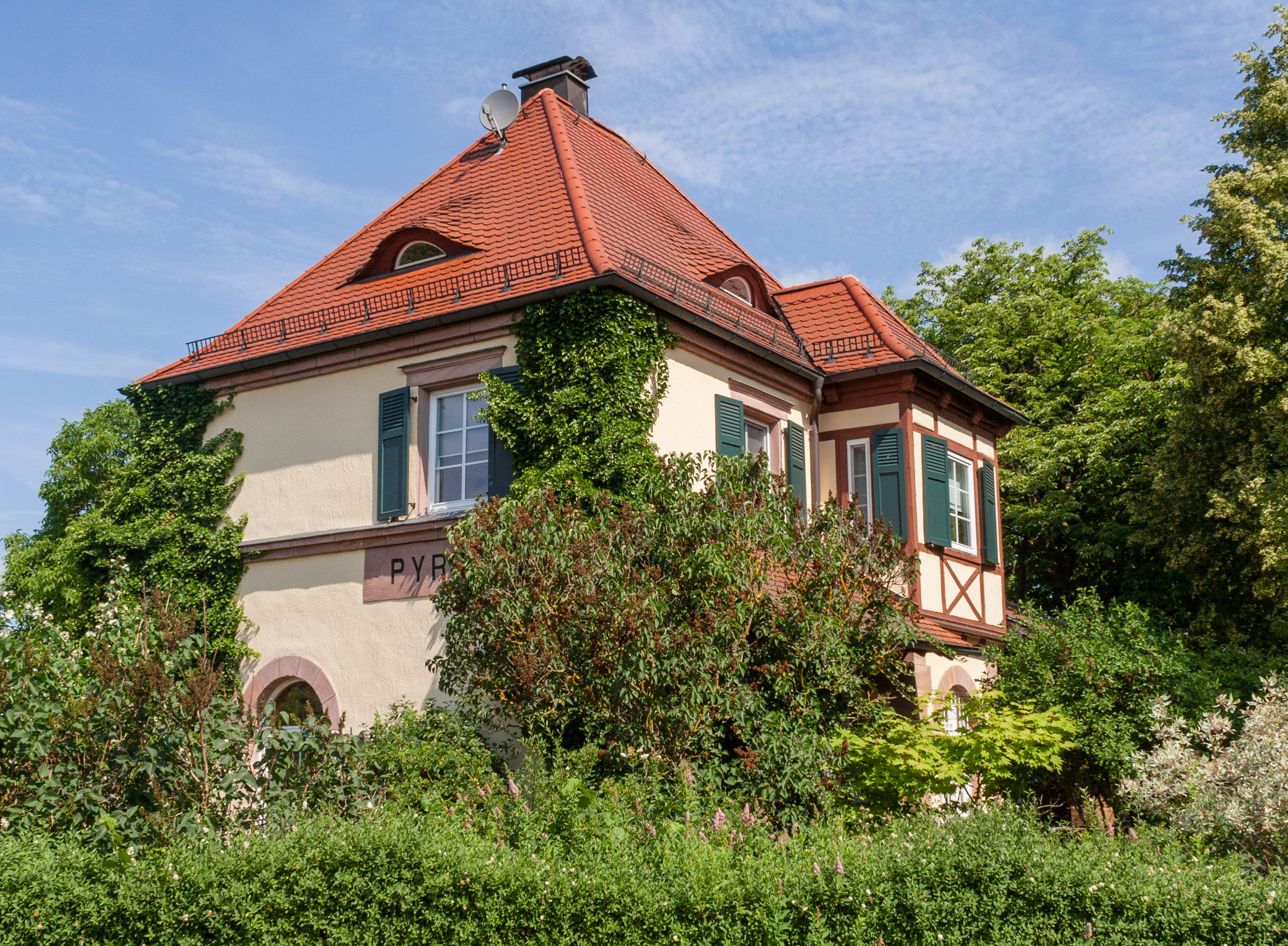
Ehemaliger Bahnhof Pyrbaum
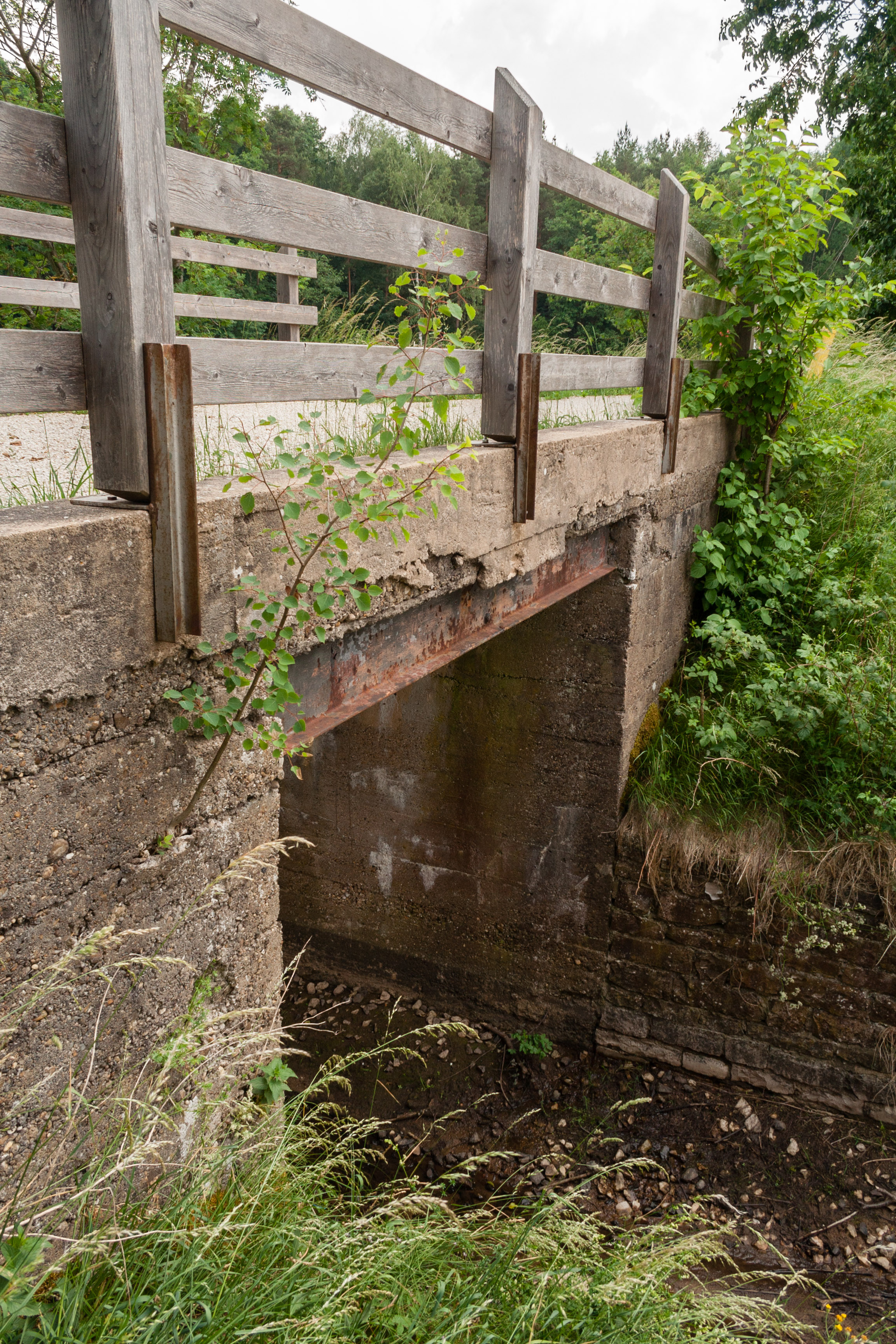
Brücke über den Lachwiesengraben bei Pyrbaum
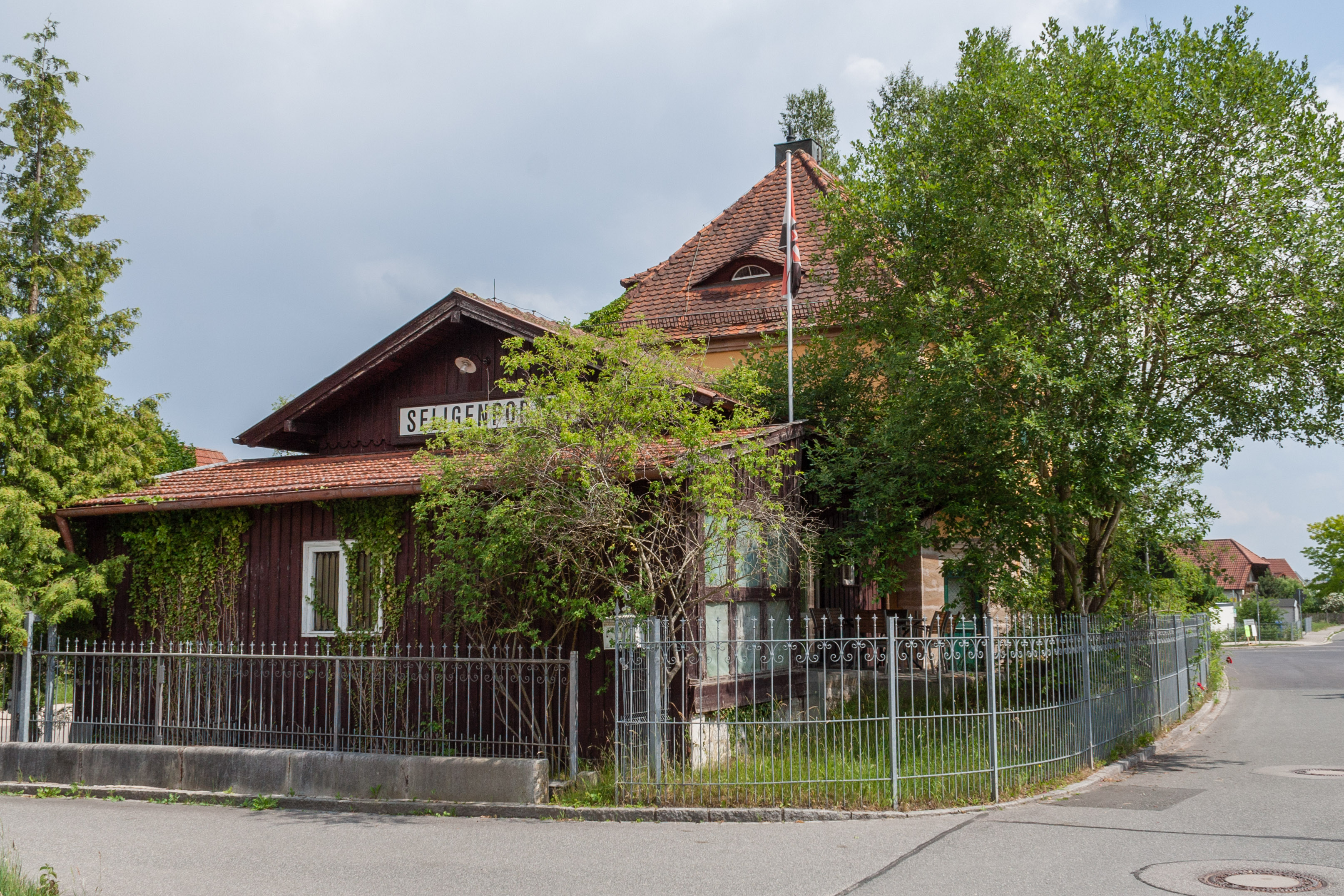
Ehemaliger Bahnhof Seligenporten
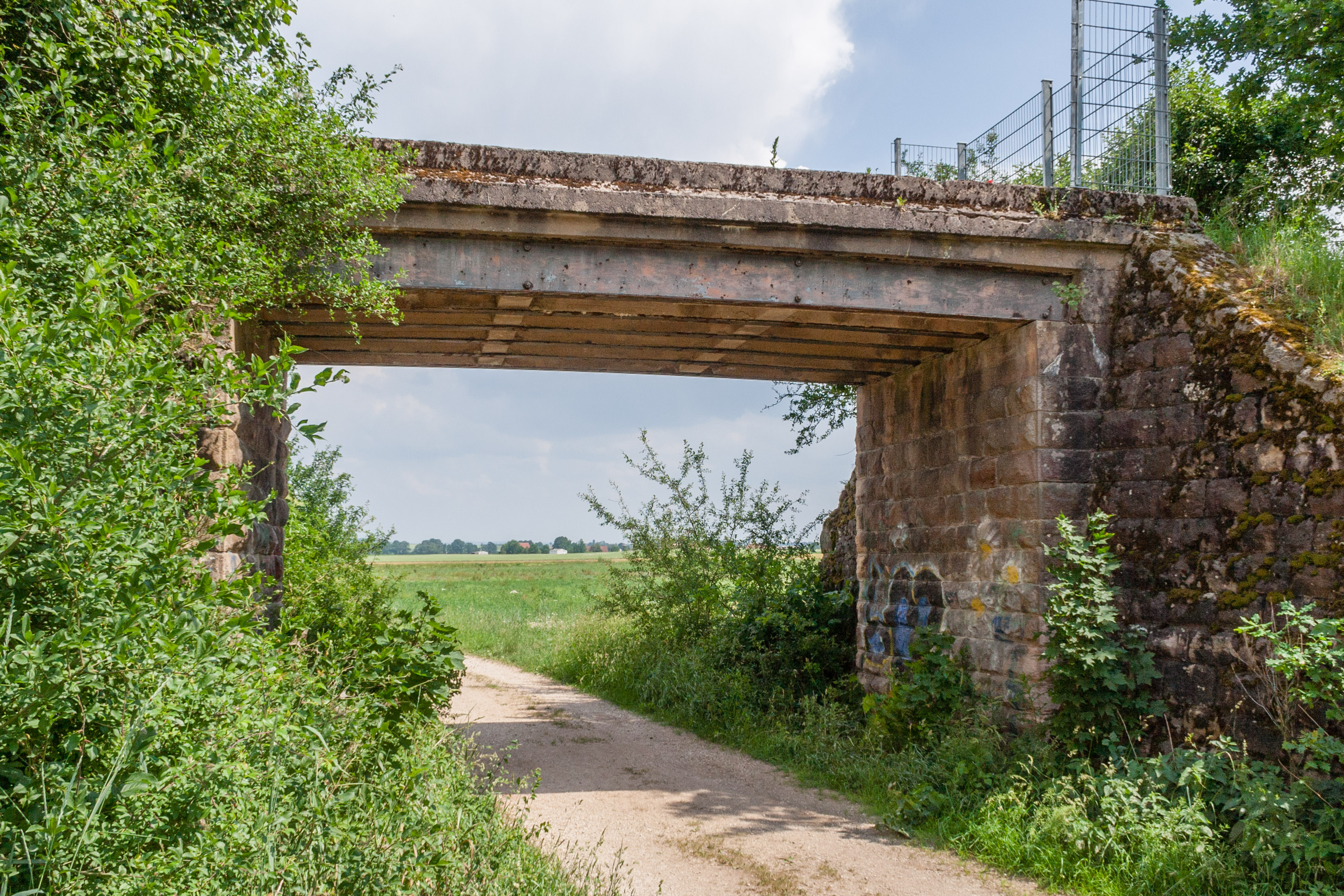
Brücke südlich von Seligenporten
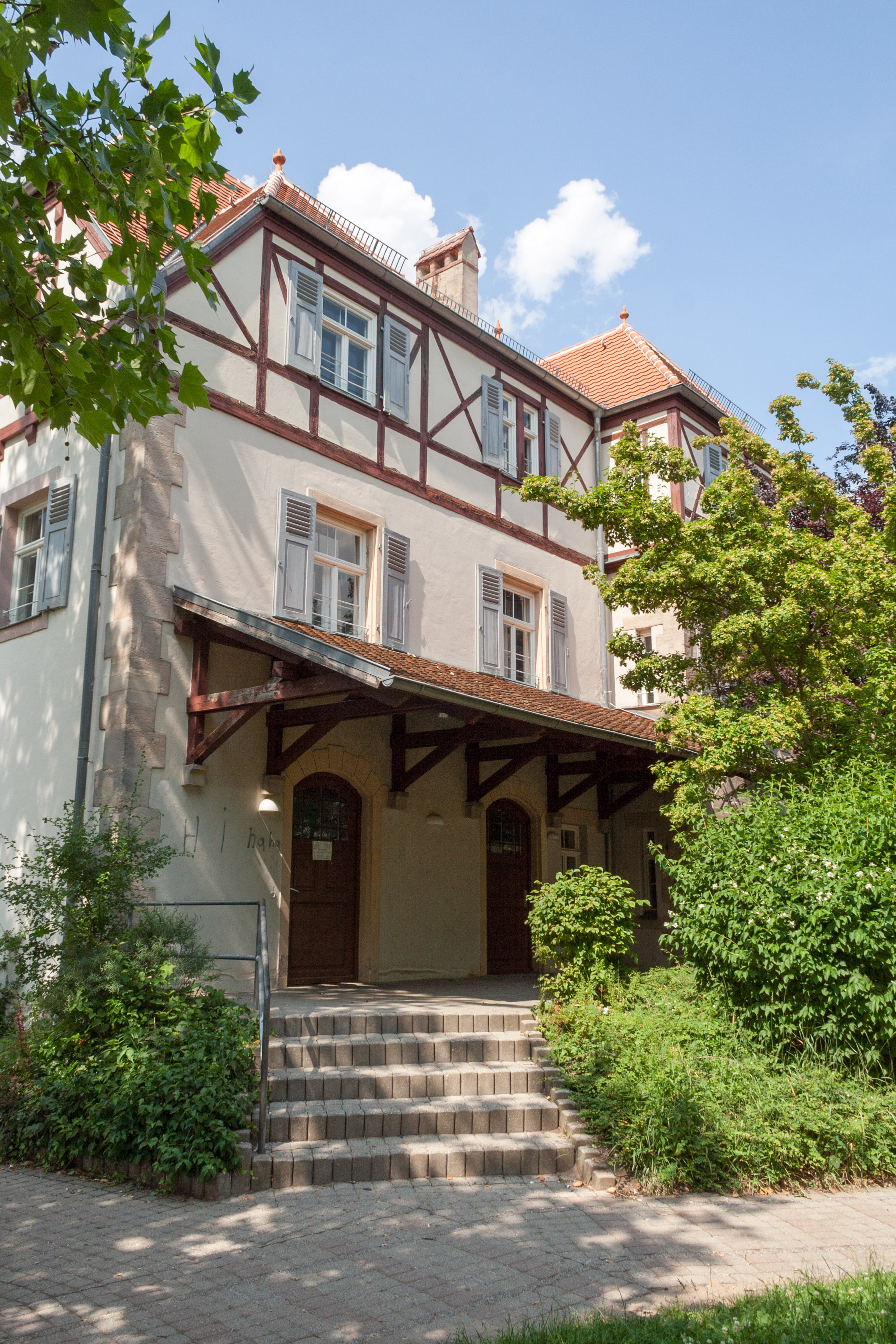
Ehemaliger Bahnhof Allersberg
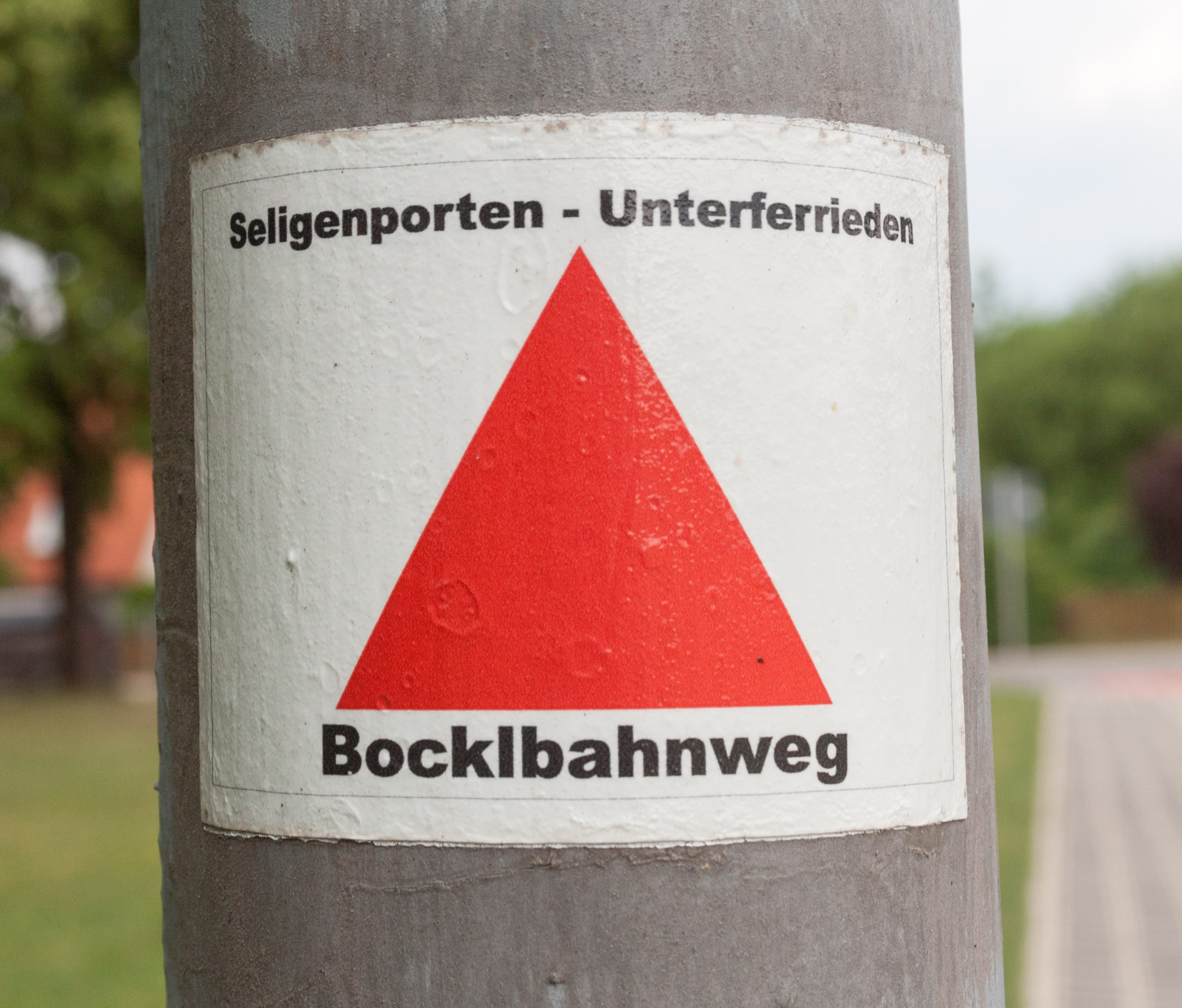
Radwegmarkierung Bocklbahnweg